# Ключ 193
Ключ 193 (трад. и упр. 鬲) — ключ Канси со значением «Котёл[-треножник Ли]»; один из 8-и, состоящих из 10-и черт.
В словаре Канси есть 73 символа (из 49 030), которые можно найти c этим ключом.

## История
Изначально словарь состоял из 540 идеограмм, но впоследствии был отредактирован и уменьшен (путем исправления ошибок и упразднения ненужных ключей) до классического ныне существующего списка в 214 иероглифических ключа, среди которых идеограмма 鬲 в переводе с кит. — «котел-треножник Ли» отображала котёл на трёх полых ногах (в отличие от котла-треножника Дин) изготовленный из глины (впоследствии отливался из бронзы во времена династии Шан)и использовавшийся для приготовления пищи, а впоследствии для ритуального подношения пищи духам предков. Постепенно вышел из обихода в эпоху воюющих царств. Это редко употребляемый иероглиф, который в современном виде имеет используется в значениях имеющих отношение к котлам и ритуальным традициям Китая.

### Древние изображения
Древние изображения современного варианта иероглифического ключа помогают понять изначальное значение, задуманное предками.

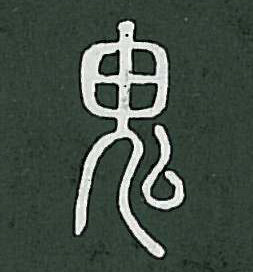
Вид в Шуовень
Вид в Цзягувэнь
Вид в Цзиньвэнь
Вид в большой печати Чжуаньшу
Вид в малой печати Чжуаньшу

## Значение
В современном китайском языке данный иероглифический ключ встречается редко и имеет следующие значения:
1. Древняя китайская ритуальная утварь (котел-треножник Ли)
2. Название реки, которая берет свое начало в Хэбэй и впадает в Шаньдун
3. Название древней страны, в настоящее время к северу от Дексиана, провинция Шаньдун
4. Недоуздок в древние времена

## Порядок написания
Традиционно техника азиатской каллиграфии соблюдает следующие правила последовательности написания в порядке значимости:
1. Сверху вниз
2. Слева направо
3. Пишутся сначала горизонтальные, потом вертикальные и далее откидные черты
4. Если нижняя горизонтальная черта не пересекается вертикальной, то пишется в конце
5. При написании откидных черт сначала идёт откидная влево, затем откидная вправо
6. При наличии охватывающих черт сначала пишутся внешние, затем внутренняя часть иероглифа
7. Замыкающая черта охватывающих черт пишется в последнюю очередь
8. Вертикальная черта в центре пишется первой, если она не пересекается горизонтальными чертами
9. Правая точка всегда пишется последней

## Варианты написания
Варианты написания данного ключа отличаются в зависимости от региона.
| Традиционный вид Словарь Канси | Япония | Корея |
| ------------------------------ | ------ | ----- |
| ⿀                             | 鬲     | 鬲    |

- Примечание: Ваш браузер может отображать иероглифы неправильно.

## Варианты прочтения
Данный иероглифический ключ используется в письменности Китая, Тайваня, Японии, Кореи, Вьетнама и имеет разные варианты прочтения, произношения и написания, в зависимости от региона, языка и наречий:
- кит. 鬲, пиньинь lì, ли
- яп. 鬲, kanae, канэ́
- яп. レキ, reki, реки́
- яп. かなえ, kanae, канэ́
- кор. 다리 굽은 솥 dari gubeun sot, дари́ губэ́н сот?, 력 ryeok, рьёк?

## Примеры иероглифов
В данной таблице представлен примерный список иероглифов с использованием ключа.
| Доп. черт | Иероглифы |
| --------- | --------- |
| 0         | 鬲        |
| 4         | 䰚 䰙     |
| 5         | 䰛        |
| 6         | 䰜 鬳     |
| 7         | 鬴        |
| 8         | 鬵        |
| 9         | 鬷        |
| 10        | 鬸        |
| 11        | 鬺 鬹     |
| 12        | 䰝 鬻     |
| 15        | 䰞        |
| 20        | 𩱳        |

- Примечание: Ваш браузер может отображать иероглифы неправильно.